# Полтавченко, Георгий Сергеевич
Гео́ргий Серге́евич Полта́вченко (род. 24 февраля 1953, Баку, Азербайджанская ССР, СССР) — российский государственный и политический деятель.
Губернатор Санкт-Петербурга с 31 августа 2011 по 3 октября 2018 (врио 21—31 августа 2011, 5 июня — 24 сентября 2014). Генерал-лейтенант налоговой полиции в отставке. Председатель совета директоров АО «Объединённая судостроительная корпорация» (2018—2023). Полный кавалер ордена «За заслуги перед Отечеством».

## Биография

### Юность и начало карьеры
Георгий Полтавченко родился 24 февраля 1953 года в украинской семье в Баку, отец — офицер Краснознамённой Каспийской флотилии, командир дивизиона противолодочных кораблей. В 1960 году семья переехала в Ленинград.
В 1970 году окончил ленинградскую физико-математическую школу № 211.
В 1972 году участвовал в строительстве Камского автозавода, в 1976 году окончил Ленинградский институт авиационного приборостроения (ныне — ГУАП) (инженер-механик по приборам авиационно-космической медицины), после чего работал инженером на оборонном предприятии НПО «Ленинец».

### Служба в комсомольских органах и органах государственной безопасности
В 1978 году назначен инструктором Невского райкома ВЛКСМ, откуда был направлен в КГБ СССР.
В 1979—1992 годах служил в органах государственной безопасности СССР и России.
В 1979—1980 годах проходил обучение на высших курсах КГБ в Минске.
В 1980 году принимал участие в обеспечении безопасности проведения Олимпийских игр в Москве.
С 1980 года — оперуполномоченный подразделения по обеспечению безопасности на транспорте в аэропорту «Пулково» Управления КГБ СССР по Ленинграду и Ленинградской области; последняя должность — начальник Выборгского городского отдела Управления Министерства безопасности Российской Федерации по Санкт-Петербургу и Ленинградской области.

### Работа в налоговой полиции
В 1990 году Полтавченко был избран депутатом Ленинградского областного Совета.
В 1992—1993 годах — начальник Управления налоговых расследований при Государственной налоговой инспекции по Санкт-Петербургу, начальник Управления Департамента налоговой полиции России по Санкт-Петербургу.
В 1993—1999 годах — начальник Управления Федеральной службы налоговой полиции по Санкт-Петербургу.
В 1993 году был избран президентом Федерации баскетбола Санкт-Петербурга.
В декабре 1998 года баллотировался в Законодательное собрание Санкт-Петербурга по 43 округу, однако выборы проиграл, набрав 8,35 %.

### Полномочный представитель Президента России

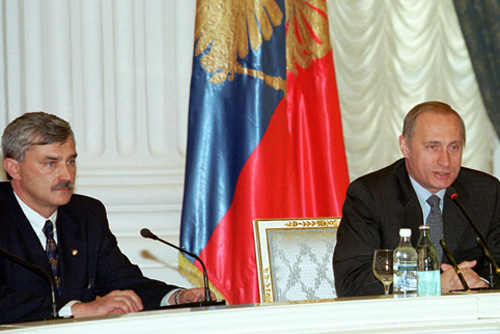
Владимир Путин представляет
Полномочного представителя Президента в ЦФО Георгия Полтавченко, 25 мая 2000 года

С 5 июля 1999 по 29 января 2000 года Полтавченко работал полномочным представителем президента Российской Федерации в Ленинградской области.
С 29 января 2000 года — исполняющий обязанности полномочного представителя президента Российской Федерации в Ленинградской области.
18 мая 2000 года был назначен полномочным представителем президента Российской Федерации в Центральном федеральном округе. Переназначен на этот пост 26 марта 2004, 14 мая 2008.
27 мая 2000 года стал членом Совета Безопасности Российской Федерации (переназначен в состав совета 26 апреля 2001 года, 24 апреля 2004 года, 14 ноября 2005 года, 25 мая 2008 года).
В мае 2002 года Полтавченко вошёл в состав попечительского Совета по возрождению Спасо-Преображенского Валаамского монастыря.
31 августа 2011 года освобождён от должности Полномочного представителя президента Российской Федерации в Центральном федеральном округе в связи с переходом на другую работу.

### Губернатор Санкт-Петербурга
Занимал пост Губернатора Санкт-Петербурга с 31 августа 2011 по 3 октября 2018 года. 

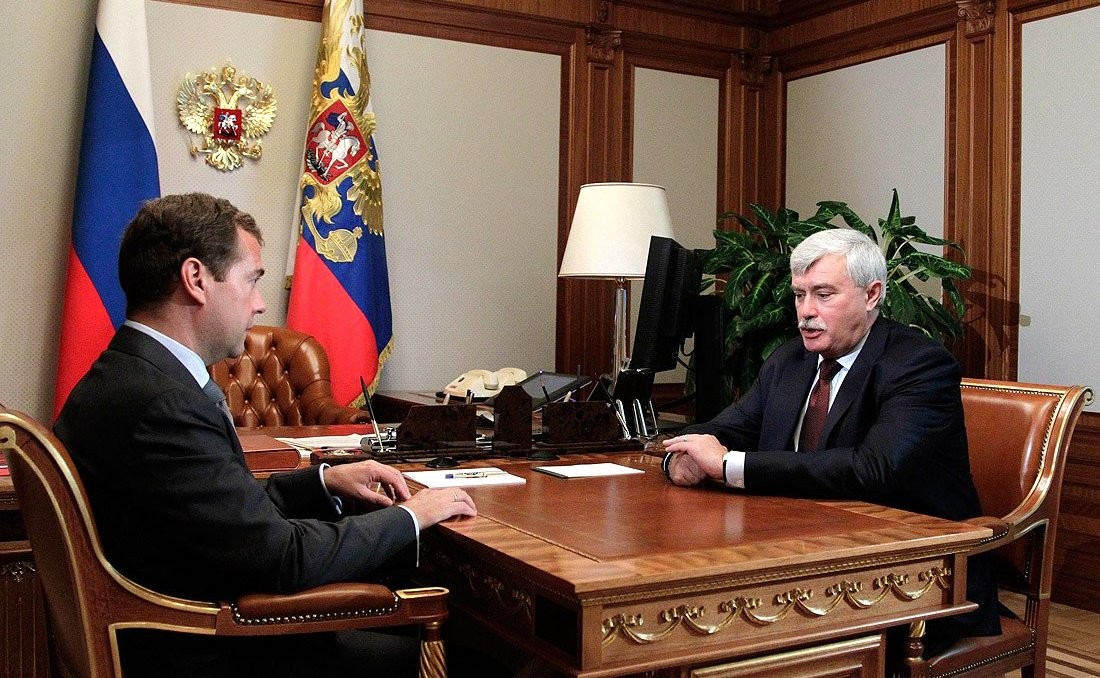
Президент России Дмитрий Медведев и Георгий Полтавченко, 30 августа 2011 года

22 августа 2011 года Георгий Полтавченко назначен временно исполняющим обязанности губернатора Санкт-Петербурга. 27 августа 2011 года партия «Единая Россия» предложила кандидатуру Полтавченко в числе кандидатов на должность губернатора Санкт-Петербурга. 30 августа Президент Российской Федерации Дмитрий Анатольевич Медведев внёс его кандидатуру для утверждения на посту губернатора Санкт-Петербурга.
31 августа 2011 года Законодательным собранием Санкт-Петербурга был наделён полномочиями губернатора Санкт-Петербурга. Его кандидатуру поддержали 37 депутатов, воздержались от голосования 5, против — 0. В тот же день он вступил в должность губернатора Санкт-Петербурга. Сохранил членство в Совете Безопасности в новой должности.
С 28 июля 2012 по 22 февраля 2013 — член президиума Государственного совета Российской Федерации.
На досрочных выборах губернатора Санкт-Петербурга в 2014 году Георгий Полтавченко набрал 79,3 % голосов и сохранил за собой должность. В качестве своей предвыборной программы Георгий Полтавченко использовал принятую в мае 2014 года Стратегию экономического и социального развития Санкт-Петербурга до 2030 года. При этом критики отмечают, что выборы были фактически безальтернативными, поскольку главный оппозиционный кандидат — Оксана Дмитриева, представитель партии «Справедливая Россия», — не смогла преодолеть муниципальный фильтр. В связи c этим партии «Справедливая Россия» и «Яблоко» заявили о непризнании итогов выборов и легитимности избранного губернатора.
В июне 2016 года подписал постановление о появлении моста Кадырова в Петербурге.
В декабре 2016 года принял решение о передаче Исаакиевского собора Русской православной церкви. В настоящее время процесс передачи собора заморожен.
За период полномочий в Санкт-Петербурге было открыто 5 станций Петербургского метрополитена и построено максимальное за недавнюю историю города количество церквей.
Одна из основных реформ, за которую петербуржцы благодарны Георгию Сергеевичу — отказ от реагентов на дорогах в зимний период. Улицы Северной столицы перестали посыпать солью, что позволило городу на Неве сохранять парадный вид и оставаться белоснежным на протяжении всей зимы. На смену реагентам пришла гранитная крошка: она не разъедает обувь и обходится городу гораздо дешевле. Петербуржцы отмечают, что зимой в Северной столице стало значительно светлее и нарядней. В 2021 году реагенты вернулись на улицы города в связи с аномально снежной зимой.
Решил вопрос подачи отопления, чем сделал дома Петербурга теплее. По старому регламенту необходимо было ждать, пока температура воздуха в течение пяти дней не будет подниматься выше 8°С. Сейчас же тепло в дома дают по погоде.
Провозгласил политику сохранения промышленного потенциала Санкт-Петербурга. За период с 2012 по 2018 год в Санкт-Петербурге было создано более 100 новых производств, а Петербург вышел на значительные темпы роста промышленного производства, который продолжает расти и сейчас (более 5 % ежегодно). Были приняты решения касательно сохранения производств в черте города и согласовано множество мер поддержки отечественной промышленности, что стало наиболее актуально в 2014 году, когда вступили в силу ответные санкции против государств-импортёров.
Вывел городские праздники на новый уровень. Так, например, в День города петербуржцев теперь приучают[прояснить] к общедоступному прекрасному. Классика на Дворцовой — уникальный формат, который позволяет всем желающим насладиться выступлением звезд мировой оперы и балета совершенно бесплатно.

### Вне политики
3 октября 2018 года указом Президента России Владимира Путина освобождён от должности Губернатора Санкт-Петербурга в связи с переводом на другую работу: Георгию Полтавченко предложено возглавить совет директоров Объединённой судостроительной корпорации.
25 декабря 2018 года избран председателем совета директоров Объединённой судостроительной корпорации.
В августе 2023 ОСК передана под управление ВТБ, а Полтавченко отстранён с поста председателя. Пост председателя совета директоров займёт глава ВТБ Андрей Костин.
С февраля 2024 года — глава попечительского совета Северо-Западного института управления РАНХиГС /Санкт-Петербург/ на неоплачиваемой основе.

## Членство в консультативных и совещательных органах при Президенте России
- С 6 декабря 2010 года — заместитель руководителя рабочей группы при Президенте Российской Федерации по подготовке к празднованию 700-летия со дня рождения преподобного Сергия Радонежского[35].
- С 3 по 5 ноября 2010 года — член Государственной комиссии по организации похорон В. С. Черномырдина[36].
- С 25 ноября 2009 года — член президиума рабочей группы при Президенте Российской Федерации по вопросам восстановления объектов культурного наследия религиозного назначения, иных культовых зданий и сооружений[37].
- С 13 января 2009 года — член Государственной комиссии по подготовке к празднованию 200-летия победы России в Отечественной войне 1812 года[38].
- С 5 сентября 2001 года (переназначен в состав комитета 27 апреля 2002 года[39], 21 июля 2003 года[40], 5 июля 2004 года[41], 23 марта 2006 год]а[42], 11 августа 2007 года[43] и 4 сентября 2008 года[44]) — член Российского организационного комитета «Победа»[45].
- С 25 августа 2008 года — член Комиссии при Президенте Российской Федерации по формированию и подготовке резерва управленческих кадров[46].
- С 21 октября 2005 года (переназначен 10 июля 2008 года[47]) — член Совета при Президенте Российской Федерации по реализации приоритетных национальных проектов и демографической политике[48].
- С 18 июня 2007 года — член организационного комитета по созданию Президентской библиотеки имени Б. Н. Ельцина[49].
- С 16 июля 2004 года (переназначен 30 марта 2006 года[50]) — член межведомственной рабочей группы по вопросам федеративных отношений и местного самоуправления при Комиссии при Президенте Российской Федерации по вопросам совершенствования государственного управления[51].
- С 24 января 2003 года — член организационного комитета по проведению Года Российской Федерации на Украине[52].
- С 13 декабря 2001 по 27 ноября 2003 года — член Комиссии при Президенте Российской Федерации по подготовке предложений о разграничении предметов ведения и полномочий между федеральными органами государственной власти, органами государственной власти субъектов Российской Федерации и органами местного самоуправления[53].

## Чины и звания
- Действительный государственный советник Российской Федерации 1 класса (18 июня 2001 года)[54]
- Генерал-лейтенант налоговой полиции (1995)
- Действительный государственный советник Санкт-Петербурга 2 класса (7 сентября 2011 года)[55].

## Санкции
В апреле 2022 года США ввели санкции против ОСК и Георгия Полтавченко в знак протеста против поддержки им Путина в агрессивной войне.

## Диссертация

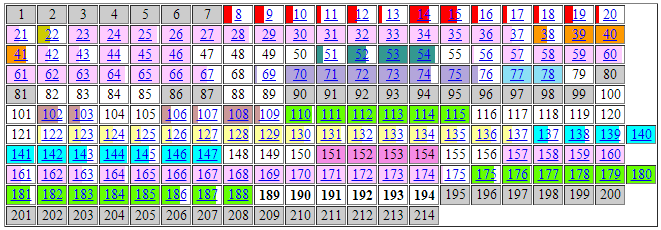
Таблица заимствований Г. С. Полтавченко

В мае 2013 года на основании заключения экспертизы, выполненной сообществом «Диссернет», был уличён в плагиате при написании диссертации по теме «Механизмы взаимодействия государства и предпринимательства в условиях обеспечения экономической безопасности» на соискание учёной степени кандидата экономических наук.

## Прочее
- С 2011 года, вместе с Борисом Михайловым, Владимиром Петровым, Владиславом Третьяком, Сергеем Егоровым и Артуром Чилингаровым входит в попечительский совет Международного турнира по хоккею с шайбой Arctic Cup.

## Награды

### Государственные и ведомственные награды России
- Орден «За заслуги перед Отечеством» I степени (22 ноября 2023) — за большой вклад в укрепление российской государственности и многолетнюю добросовестную работу[58].
- Орден «За заслуги перед Отечеством» II степени (1 февраля 2018) — за большой вклад в социально-экономическое развитие Санкт-Петербурга и многолетнюю добросовестную работу[59]
- Орден «За заслуги перед Отечеством» III степени (23 февраля 2008) — за большой вклад в обеспечение деятельности Президента Российской Федерации и многолетнюю добросовестную работу[60]
- Орден «За заслуги перед Отечеством» IV степени (7 февраля 2003) — за большой вклад в укрепление российской государственности и многолетнюю добросовестную работу[61]
- Орден Александра Невского (10 сентября 2013) — за большой вклад в социально-экономическое развитие города и многолетнюю добросовестную работу[62]
- Лауреат Премии Правительства Российской Федерации 2006 года в области науки и техники (22 февраля 2007) — за разработку и внедрение новых технологий и проектно-технических решений при строительстве и реконструкции комплекса зданий Московского городского суда[63]
- Знак «Почётный сотрудник налоговой полиции»
- Почётная грамота Московской областной думы (19 февраля 2003) — за большой вклад в развитие Российской государственности и в связи с 50-летием со дня рождения[64]
- Почётный знак «За заслуги» Морской коллегии при Правительстве Российской Федерации (21 декабря 2016 года)[65]
- Почётный знак «За заслуги перед Санкт-Петербургом» (5 октября 2018)[66]

### Награды Русской православной церкви
- Орден святого благоверного князя Даниила Московского I степени (2011 год)[67]
- Орден преподобного Сергия Радонежского I степени (2008 год)[68]
- Орден святого благоверного великого князя Димитрия Донского I степени (2005 год)[69]
- Орден преподобного Серафима Саровского I степени (2013 год)[70]
- Орден святого благоверного князя Даниила Московского II степени[71]
- Орден преподобного Сергия Радонежского II степени (2003 год)[72]
- Орден святого мученика Трифона II степени — за большой личный вклад в борьбу с наркоманией, алкоголизмом и другими вредоносными явлениями[73]

### Иностранные награды
- Орден Сербского флага I степени (Сербия, 15 февраля 2012 года) — за особые заслуги в развитии отношений и дружбы народов Сербии и России, а также личный вклад в защиту сербского народа, особенно в Косово и Метохии[74].
- Орден Республики Сербской на ленте (Республика Сербская, Босния и Герцеговина, 2018)[75]

### Иные награды
- Лауреат Международной премии Андрея Первозванного «За Веру и Верность» (Фонд Святого Всехвального апостола Андрея Первозванного, 2003 год)[76]
- Лауреат национальной премии бизнес-репутации «Дарин» Российской Академии бизнеса и предпринимательства в 2005 г.
- «Татьянин крест» — высшая степень Почётного знака Святой Татьяны (Межвузовская Ассоциация «ПОКРОВ», 25 января 2012 года)[77]
- Самарский крест (Общественный совет Болгарии, 2013 год)[78]
- Крест «За увековечение памяти Отечественной войны 1812 года»(Общественный совет по содействию Государственной комиссии по подготовке к празднованию 200-летия победы России в войне 1812 года, 2013 год)[79]
- Почётная медаль имени Д. И. Менделеева (Метрологическая академия, 2015 год)[80]
- Орден Республики Крым «За верность долгу» (2016)[81]
- Памятная медаль «25 лет Межпарламентской ассамблеи государств — участников СНГ» (Межпарламентская ассамблея СНГ, 27 марта 2017 года) — за заслуги в деле развития и укрепления парламентаризма, за вклад в развитие и совершенствование правовых основ функционирования Содружества Независимых Государств, укрепление международных связей и межпарламентского сотрудничества[82][83]
- Памятная медаль «Аргишти Первый» (Мэрия Еревана, 2017 год)[84]
- Почётный гражданин Симферополя (2017) — За особые заслуги перед жителями Симферополя, ведение активной деятельности, направленной на развитие Симферополя в сфере городского хозяйства, образования, физической культуры[85]

## Семья
Жена — Екатерина Леонидовна Полтавченко (1953—2020) — переводчик и искусствовед. Сын Алексей (род. 1985), юрист, окончил Московскую юридическую академию.